# Cercle d'Autriche

Carte des cercles impériaux au début du XVIe siècle. Le cercle d'Autriche figure en rouge.

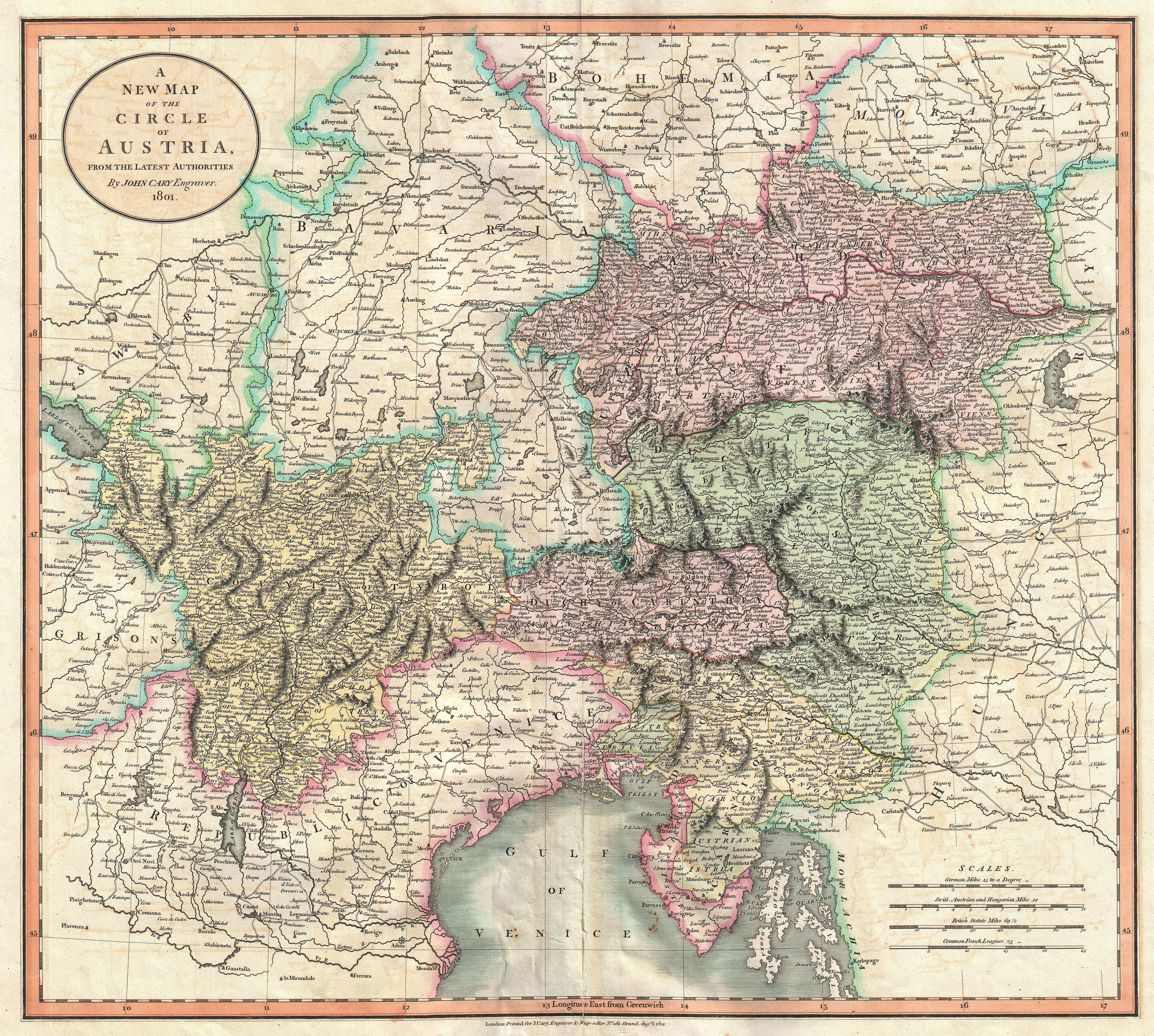
Le cercle d'Autriche.

Le cercle d'Autriche (en allemand : Österreichischer Reichskreis) est un cercle du Saint-Empire romain germanique.

## Caractéristiques
Le cercle d'Autriche est l'un des quatre cercles impériaux constitués en 1512, 12 ans après la réforme impériale.
Le cercle d'Autriche recouvrait largement les « Erblande », les territoires héréditaires de la dynastie de Habsbourg.

## Composition
Le cercle comprenait les États suivants :
| Blason | Nom                                  | Notes |
| ------ | ------------------------------------ | --- |
|        | Bailliage d'An der Etsch (de)        | Bailliage de l'Ordre Teutonique établi en 1260. Sécularisé au profit de la Bavière en 1805.                                                                              |
|        | Archiduché d'Autriche                | Fondé au Xe siècle. Archiduché en 1453. Un des territoires héréditaires des Habsbourg.                                                                                   |
|        | Bailliage d'Autriche (de)            | Bailliage de l'Ordre Teutonique établi au XIIIe siècle. Sécularisé au profit de l'archiduché d'Autriche en 1805.                                                         |
|        | Autriche antérieure                  | Un des territoires héréditaires des Habsbourg. |
|        | Principauté épiscopale de Bressanone | Immédiateté impériale accordée en 1027. Principauté en 1179. Sécularisée au profit du Tyrol en 1805.                                                                     |
|        | Duché de Carinthie                   | Fondé en 976. Duché en 1011. Union avec l'Autriche en 1457. Un des territoires héréditaires des Habsbourg.                                                               |
|        | Duché de Carniole                    | Fondé au IXe siècle. Duché en 1364. Un des territoires héréditaires des Habsbourg. Aux provinces illyriennes (France) en 1809.                                           |
|        | Principauté épiscopale de Coire      | Fondé au Ve siècle. Principauté en 1170. Disparition de facto vers 1525 au profit de la ligue de la Maison-Dieu.                                                         |
|        | Comté de Goritz                      | Fondé en 1127. Principauté en 1365. Un des territoires héréditaires des Habsbourg. Fusion avec le comté de Gradisca en 1747 pour former le comté de Gorizia et Gradisca. |
|        | Comté de Gorizia et Gradisca         | Fondé en 1747 par fusion des comtés de Goritz et Gradisca. Aux provinces illyriennes (France) en 1809.                                                                   |
|        | Marche d'Istrie                      | Fondée au IXe siècle. |
|        | Duché de Styrie                      | Fondé en 970. Duché en 1180. Un des territoires héréditaires des Habsbourg.                                                                                              |
|        | Seigneurie de Tarasp                 | Union avec l'Autriche en 1454. |
|        | Principauté épiscopale de Trente     | Fondée en 1255. Sécularisée au profit du Tyrol en 1803. |
|        | Trieste                              | Ville libre d'Empire. Un des territoires héréditaires des Habsbourg. |
|        | Comté de Schaunberg                  | Au Starhemberg en 1588. |
|        | Comté de Tyrol                       | Fondé en 1140. Un des territoires héréditaires des Habsbourg. Union avec l'Autriche en 1665.                                                                             |